# Javier Monthiel
José Javier Pérez Ramírez (nacido el 11 de abril de 1967), más conocido por su nombre artístico Javier Monthiel,
es un cantante, compositor y productor hondureño y uno de los artistas más destacados de su país. Entre sus obras originales están Así es mi tierra, Es Honduras, Mujeres Latinas, 
Amiga y Más allá del Corazón, canciones que entre otras le han permitido llegar a escenarios internacionales y ser actualmente
una de las figuras más importantes de la música de Honduras.

## Biografía
Javier Monthiel nació el 11 de abril de 1967 en Ocotepeque, hijo del Antonio Leiva y Tereza de Jesús Ramírez. Javier heredó su aptitud musical de su padre, quien era un saxofonista hondureño y músico de profesión. Sin embargo, Javier no conoció a su padre hasta que tenía doce años y nunca pasó mucho tiempo con él. Más influyente en su vida fue su padrastro Valentín Pérez, un ferroviario, a quien Javier acredita haberle enseñado la honestidad, la humildad y el valor del trabajo duro. Javier comenzó a cantar en la escuela, inicialmente en Soledad Fernández Cruz y luego en el instituto Dionisio de Herrera de San Pedro Sula, donde en 1984 ganó el festival de la canción de verano en Tela, Atlántida en 1984.
Después de que Javier terminó la escuela en 1985, trabajó en la compañía nacional de telecomunicaciones, Hondutel. Durante este tiempo actuó en el nivel amateur y comenzó a desarrollarse como compositor. En 1990, Javier Monthiel también ingresó a la Universidad Nacional Autónoma de Honduras, donde obtuvo un título en Administración de Empresas en 1998. En 1990 también lanzó su carrera profesional con el lanzamiento de su primer álbum producido en la República de El Salvador. Este álbum incluyó dos obras originales, "Tus Ojos Son" y "Culpables Rápido". Estas canciones se hicieron conocidas dentro del género romántico en Honduras.
Ya conocido en Honduras en 1992, Javier Monthiel firmó un contrato artístico con una empresa embotelladora de refrescos para actuar en una serie de conciertos internos junto con otros artistas de América Latina. Durante esta gira, Javier compartió el escenario actuando alternativamente con el puertorriqueño Chayanne a los estadios de fútbol en Honduras y Guatemala. Después de estas actuaciones exitosas, Javier Monthiel abrió los conciertos de la mexicana Yuri, de los argentinos Enanitos Verdes y Soda Stereo, y el venezolano Ricardo Montaner entre otros. Luego alterna conciertos con otros artistas internacionales, comenzó presentaciones en importantes eventos artísticos y culturales en Honduras tales como concursos de belleza y el Festival OTI de la Canción.
En 1995 Javier Monthiel comenzó presentaciones que lo impulsarían a convertirse en uno de los artistas más conocidos del país. Ese año fue invitado a cantar el himno nacional hondureño en la inauguración de las competiciones de la copa mundial en San Pedro Sula. Esto fue seguido por presentaciones en el Estadio Azteca en la Ciudad de México, el Miami Orange Bowl en Miami, el Robert F. Kennedy Memorial Stadium en Washington D. C.,  Estadio Revolución (ahora Estadio Rommel Fernández) en  la Ciudad de Panamá y Estadio Cuscatlán en El Salvador  entre otros. Luego, un año después, fue llamado a cantar el Himno Nacional de Honduras para los partidos de la selección absoluta de Honduras para Copa Mundial en Francia en 1998.
Hoy Javier Monthiel tiene 15 producciones discográficas, una gama muy variada de vídeo, clips musicales producidos en escenarios nacionales e internacionales y toda una gama de material promocional con calidad internacional. Todo esto forma parte de la discografía y videografía de este artista centroamericano, y documentales en los que ha participado el.

## Reconocimientos Recibidos por el artista
| Año  | Reconocimiento                                                                                           |
| ---- | --- |
| 1991 | Artista Revelación del Año                                                                               |
| 1992 | Artista Hondureño del Año                                                                                |
| 1995 | Cantante del Año                                                                                         |
| 1997 | Compositor del Año en Honduras                                                                           |
| 2002 | Video del Año por Canción Amiga                                                                          |
| 2008 | Merecido Homenaje en la ciudad de Nueva York                                                             |
| 2010 | Premio Nacional a la Trayectoria Artística                                                               |
| 2014 | Compositor del Año por Canción Así es Mi Tierra                                                          |
| 2015 | Premio Internacional a la Trayectoria en la ciudad de Nueva York Premios Centroamericanos y del Caribe   |
| 2016 | Compositor del Año en Honduras                                                                           |
| 2017 | Micrófono de oro a la trayectoria en la ciudad de Nueva York                                             |
| 2018 | Premios Fox Music USA - Artista CentroAmericano 2018                                                     |
| 2019 | Mariscal de la Tarima de Central América                                                                 |
| 2021 | Premios Fox Music USA - Nominado "Mejor Compositor Centroamericano 2022"                                 |
| 2022 | Premio a la Trayectoria Internacional, XXVII Ceremonia Anual de Entrega Premio lo Nuestro Nicaragua 2022 |
| 2022 | Premios Fox Music USA — "Compositor Centroamericano del Año"                                             |

## Temas Originales
Las composiciones de Javier Monthiel incluyen canciones románticas y merengues, y la fusión de ambos géneros.

### Bachata
- Aquella noche
- Como Duele

### Balada

#### Balada Pop
- Tus ojos son

#### Balada Rock
- Niños en la calle
- Paz en la ciudad

#### Balada Romántica
- Amiga
- Ganas de Tí
- Más Alla del Corazón
- Si Tu No Estas

### Ranchera
- Tu Falso Amor[18][19]
- Canción a Ocotepeque
- Soy El Patrón
- Dicen Por Allí

### Romántico
- Amiga
- Ay mujer
- Cuando entregas amor
- Culpables
- Dime tu
- En el día del amor
- Ganas de ti
- Jamás, jamás
- Más allá del corazón
- Mi fan número uno
- Mi niña
- Paz en la ciudad
- Si tu no estás
- Tú en Navidad
- Una canción cantaré

### Merengues
- Mujeres latinas esa chica quiere
- Si tu no estás ( versión merengue)

### Ritmos fusionados
- Al ritmo del gol
- Así es mi tierra
- Es Honduras

## Discografía
Los discos de Javier Monthiel recuerdan el sabor de la tierra de Honduras y la riqueza cultural de los hondureños. Toda la discografía de Javier Monthiel es una obra totalmente original del artista. Todos los temas de su composición en géneros que van desde la balada romántica, a través del merengue, cumbia, balada de rock, y la actual bachata.
- 1990 Tus ojos Son
- 1992 Suena guitarra suena
- 1993 Solo sin ti
- 1997 Es Honduras
- 2001 Amiga
- 2002 Más allá del corazón
- 2003 Si tú no estás
- 2005 Mujeres Latinas
- 2006 Esa chica quiere
- 2008 Hay mujer
- 2010 Madrecita del Alma
- 2011 Mi viejo mi Amiga
- 2014 Paz en la ciudad
- 2015 Una canción Cantaré
- 2016 Clásicos Hondureños y Más
- 2017 Aquella noche
- 2019 Paz en la ciudad
- 2021 Tu falso amor, Como duele
- 2022 Cuando cae la lluvia

## Vídeos
- Amiga
- Bananero
- Cantare para Ti
- En El Día del Amor
- Es Honduras
- Esa Chica Quiere
- Ganas de Ti
- Himno Nacional de Honduras
- Honduras Mi Tierra — Este trabajo otorga reconocimiento a los grupos étnicos de Honduras y por lo tanto resalta sus valores culturales.[26][27]
- Jamás
- Madrecita del alma
- Más allá del corazón
- Mi viejo, mi amigo
- Mujer[28]
- Mujeres Latinas
- Noche de Luna en La Ceiba
- Si Tú no Estás
- Tú en Navidad
- Una Canción Cantare
- Virgen de Suyapa

## Artistas con los que ha Alternado Javier Monthiel
| Año  | Combinación                                 | Ubicación del Concierto                                                       |
| ---- | ------------------------------------------- | ----------------------------------------------------------------------------- |
| 1992 | Javier Monthiel y Chayanne                  | Estadio Francisco Morazán, San Pedro Sula, Honduras                           |
| 1993 | Javier Monthiel y El General                | Campo Agas, San Pedro Sula, Honduras                                          |
| 1994 | Javier Monthiel y Chayanne                  | Estadio Nacional Mateo Flores (hoy Estadio Doroteo Guamuch Flores), Guatemala |
| 1994 | Javier Monthiel y Miguel Mateos             | Estadio Chochi Sosa, Tegucigalpa, Honduras                                    |
| 1997 | Javier Monthiel y Jorge Muñiz               | Presentación especial, Estadio Azteca, México D.F.                            |
| 2002 | Javier Monthiel y Ricardo Montaner          | Estadio Olímpico Metropolitano, San Pedro Sula, Honduras                      |
| 2004 | Javier Monthiel y Álvaro Torres             | Campo Agas, San Pedro Sula, Honduras                                          |
| 2006 | Javier Monthiel y Enanitos Verdes           | Hotel Copantl, San Pedro Sula, Honduras                                       |
| 2008 | Javier Monthiel y Toño Rosario              | en Concierto, Washington D. C., EE. UU.                                       |
| 2014 | Javier Monthiel y Marco Antonio Solís       | Estadio Francisco Morazán, San Pedro Sula, Honduras                           |
| 2015 | Javier Monthiel y Los Horóscopos de Durango | Orange, New Jersey, EE. UU.                                                   |
| 2016 | Javier Monthiel y Grupo Niche               | Morristown, New Jersey, EE. UU.                                               |
| 2017 | Javier Monthiel y Álvaro Torres             | Miami, Florida, American Airlines, EE. UU.                                    |